# Arthur Rösel
Rudolf Arthur Rösel (* 23. August 1859 in Münchenbernsdorf; † 3. April 1934 in Weimar) war ein deutscher Komponist, Geiger, Arrangeur und Dirigent.
Er war einer der frühesten Schüler der ersten Orchesterschule Deutschlands, mit deren Gründung Carl Müllerhartung das pädagogische Erbe Franz Liszts in Weimar antrat und damit den Grundstein der heutigen Hochschule für Musik Franz Liszt Weimar legte. Rösel war als Violinist international erfolgreich, kehrte aber nach Weimar zurück und wirkte am Hoftheater nicht nur als Dirigent, sondern auch als Komponist. Besondere Bedeutung hatte für ihn die Musik Richard Wagners, Gustav Mahlers und Richard Strauss’. Rösel war in Weimar wohnhaft u. a. in der Martersteigstraße 10 bzw. in der Johann-Sebastian-Bach-Straße 3 und Henßstraße 14. Rösel wirkte auch am Festspielhaus Bayreuth.